# 田中範隆
田中 範隆（たなか のりたか、1924年（大正13年）3月21日 - ）は、日本の政治家。元福岡県筑紫野市長（2期）。

## 来歴
福岡県出身。1945年、長崎高等商業学校（現・長崎大学経済学部）卒。卒業後は田中油糧工業に入り、専務を経て、社長となる。また、筑紫野市商工会議所会頭も務めた。筑紫野市議会議員を経て、1995年、筑紫野市長に初当選。1999年は無投票で再選。2003年に元筑紫野市議の平原四郎に敗れた。